# Arnsberg
Arnsberg, en français Arensberg, est une ville de Rhénanie-du-Nord-Westphalie en Allemagne.
Elle se trouve au Nord-Est du Sauerland, dans la vallée de la Ruhr. Elle fait partie du Haut-Sauerland, dans le district d'Arnsberg.

## Géographie
La rivière Ruhr décrit un méandre à travers le sud de la vieille ville d'Arnsberg. La ville est presque complètement encerclée par des forêts, dans le nord se trouve le parc d'« Arnsberger Wald ». La route principale, pour atteindre Arnsberg, est l'autoroute fédérale 46. Elle relie Arnsberg à Brilon dans l'est et (utilisant l'autoroute 445) à Werl dans l'ouest.

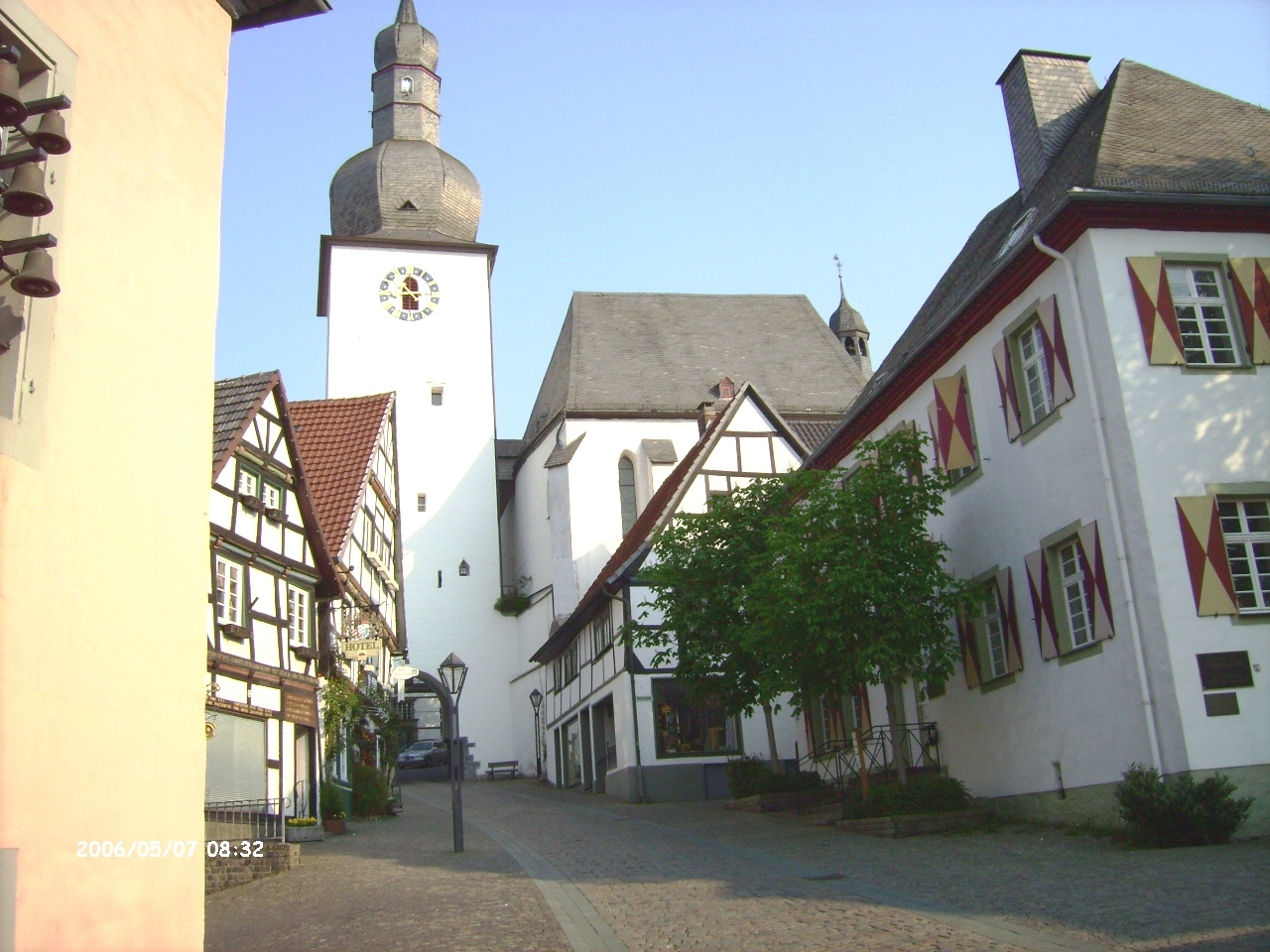
Une vue du centre-ville.

## Histoire
Arnsberg a été mentionnée la première fois en 789 en tant que fief de l'abbaye de Werden. Arnsberg a été construite par les comtes de Werl au XIe siècle. Ils y ont construit un château dont les ruines peuvent encore être visitées et sont de temps en temps employés pour des célébrations publiques. Il a été complètement détruit durant la guerre de Sept Ans en 1762.
Au XIIe siècle, le vieil Arnsberg est devenu le siège de la juridiction westphalienne. Plus tard, la ville a perdu son indépendance et a été annexée à l'archevêché de Cologne. En 1816, elle relève de la loi prussienne et est élevée au rang de chef-lieu.
Au cours de la Seconde Guerre mondiale, Arnsberg a subi des dégâts catastrophiques quand le bombardement britannique a ouvert une brèche dans le barrage de Möhnesee, la nuit du 16 au 17 mai 1943 (« Opération châtiment »). L'abbaye voisine de Himmelpforten a été complètement rasée. Plus tard, de nombreux citoyens d'Arnsberg ont été tués dans plusieurs raids aériens britanniques qui visaient le viaduc ferroviaire. Les cibles ont été finalement détruites le 19 mars 1945.
La commune actuelle d'Arnsberg a été créée en 1975 en fusionnant 14 villes et municipalités dans une seule ville. Les deux quartiers urbains sont ceux de Vieil-Arnsberg et de Neheim-Hüsten ; les autres faubourgs sont très ruraux. Neheim et Hüsten avaient fusionné dès 1941.
De 1964 à 1994, Arnsberg accueille une garnison des Forces belges en Allemagne. Il s'agit du 4e Régiment de Chasseurs à Cheval, unité de reconnaissance, qui s'installe dans l'ancienne caserne des chasseurs (de), rebaptisée Quartier Reigersvliet.
| Appartenances historiques Électorat de Cologne 1180-1803 Landgraviat de Hesse-Darmstadt 1803-1806 Grand-duché de Hesse 1806-1815 Royaume de Prusse (Province de Westphalie) 1815-1918 République de Weimar 1918-1933 Reich allemand 1933-1945 Allemagne occupée 1945-1949 Allemagne 1949-présent |

## Religion
Arnsberg est une ville essentiellement catholique, mais on y trouve également quelques églises protestantes, une apostolique et un cimetière juif. Son plus illustre ressortissant  est l'abbé Franz Stock.
La principale église de la ville est l'église Saint-Jean-Baptiste d'Arnsberg.

## Divisions administratives
Les 15 districts issus de la réforme de 1975 sont :
- Neheim (23 448 habitants)
- Arnsberg (19 355 habitants)
- Hüsten (11 304 habitants)
- Oeventrop (6 713 habitants)
- Herdringen (4 118 habitants)
- Bruchhausen (3 337 habitants)
- Müschede (2 870 habitants)
- Voßwinkel (2 523 habitants)
- Niedereimer (2 082 habitants)
- Holzen (Haut-Sauerland) (2 022 habitants), où se situe le monastère d'Oelinghausen
- Rumbeck (1 305 habitants)
- Wennigloh (1 004 habitants)
- Bachum (959 habitants)
- Breitenbruch (219 habitants)
- Uentrop (346 habitants)

## Jumelages
- Alba Iulia, Roumanie
- Deventer, Pays-Bas
- Fos-sur-Mer, France
- Borough londonien de Bexley, Royaume-Uni
- Olesno, Pologne